# Margaret Booth
Margaret Booth (ur. 14 stycznia 1898 w Los Angeles, zm. 28 października 2002 w Los Angeles) – amerykańska montażystka filmowa nagrodzona w 1978 Oscarem za całokształt twórczości. Wcześniej, w 1936 otrzymała swoją jedyną w karierze nominację do Oscara za najlepszy montaż filmu Bunt na Bounty (1935; reż. Frank Lloyd). W sumie pracowała przy montażu przeszło 50 filmów.
Zmarła w wieku 104 lat w swoim domu w Los Angeles. Przyczyną śmierci były komplikacje po wylewie.

## Filmografia
- Zuzanna Lenox (1931)
- Tańcząca Wenus (1933)
- Dla ciebie tańczę (1935)
- Bunt na Bounty (1935)
- Dama kameliowa (1936)
- Romeo i Julia (1936)
- Jankes w Oksfordzie (1938)
- Puchacz i Kotka (1970)
- Zachłanne miasto (1972)
- Tacy byliśmy (1973)
- Promienni chłopcy (1975)
- Dziewczyna na pożegnanie (1977)
- Suita kalifornijska (1978)
- Tani detektyw (1978)
- Rozdział drugi (1979)
- Jak za dawnych, dobrych czasów (1980)
- Annie (1982)